# Miriam Shor
Miriam Shor (Minneapolis, 25 juli 1971) is een Amerikaanse actrice.

## Biografie
Shor werd geboren in Minneapolis, op zevenjarige leeftijd scheidde haar ouders waarna ze opgroeide bij haar moeder in Turijn, Italië en bij haar vader in Detroit (Michigan). Zij heeft gestudeerd aan de universiteit van Michigan in Ann Arbor waar zij haar bachelor of fine arts haalde in drama. 
Shor is getrouwd en heeft twee kinderen. Naast Engels spreekt zij ook vloeiend Jiddisch en Italiaans.

## Filmografie

### Films
- 2023 American Fiction – als Paula Bateman
- 2023 Guardians of the Galaxy Vol. 3 – als Recorder Vim
- 2020 The Midnight Sky – als vrouw van Mitchell
- 2020 Before/During/After – als Irene
- 2020 Lost Girls – als Lorraine
- 2015 Puerto Ricans in Paris – als Sargent Nora
- 2014 5 Flights Up – als Cool Lady
- 2012 That's What She Said – als Rhoda
- 2007 The Cake Eaters – als Stephanie
- 2006 Shortbus – als Cheryl
- 2005 Pizza – als Vanessa
- 2004 Lbs. – als Lara Griffin
- 2003 Second Born – als Laura
- 2003 The Dan Show – als Mary Alice
- 2001 Hedwig and the Angry Inch – als Yitzhak
- 2000 Bedazzled – als Carol
- 1999 Snow Days – als Beth
- 1999 Flushed – als Stephanie
- 1999 Entropy – als blind date

### Televisieseries
Uitgezonderd eenmalige gastrollen.
- 2015-2021 Younger – als Diana Trout – 74 afl.
- 2018 The Americans – als Erica Haskard – 6 afl.
- 2016-2018 High Maintenance – als Renee – 2 afl.
- 2012-2015 The Good Wife – als Mandy Post – 7 afl.
- 2012 GCB – als Cricket Caruth-Reilly – 10 afl.
- 2011 Mildred Pierce – als Anna – 4 afl.
- 2007-2010 Damages – als Carrie Parsons – 5 afl.
- 2008 Swingtown – als Janet Thompson – 13 afl.
- 2006-2007 Big Day – als Becca – 12 afl.
- 2001-2002 Inside Schwartz – als Julie Hermann – 11 afl.
- 2000 Then Came You – als Cheryl – 10 afl.

- Bibsys: 5011904
- Gemeinsame Normdatei: 135181461
- International Standard Name Identifier: 0000 0000 5551 6857
- Library of Congress Control Number: no2001048229
- MusicBrainz: 2e70370d-7937-47d6-a591-18c06e270e47
- Nationale Bibliotheek van Tsjechië: xx0189188
- Système universitaire de documentation: 17166762X
- Virtual International Authority File: 34106590
- WorldCat: E39PBJwHfwPBrcCpv4KkMt69Xd